# زیست‌نشانگرهای سالمندی

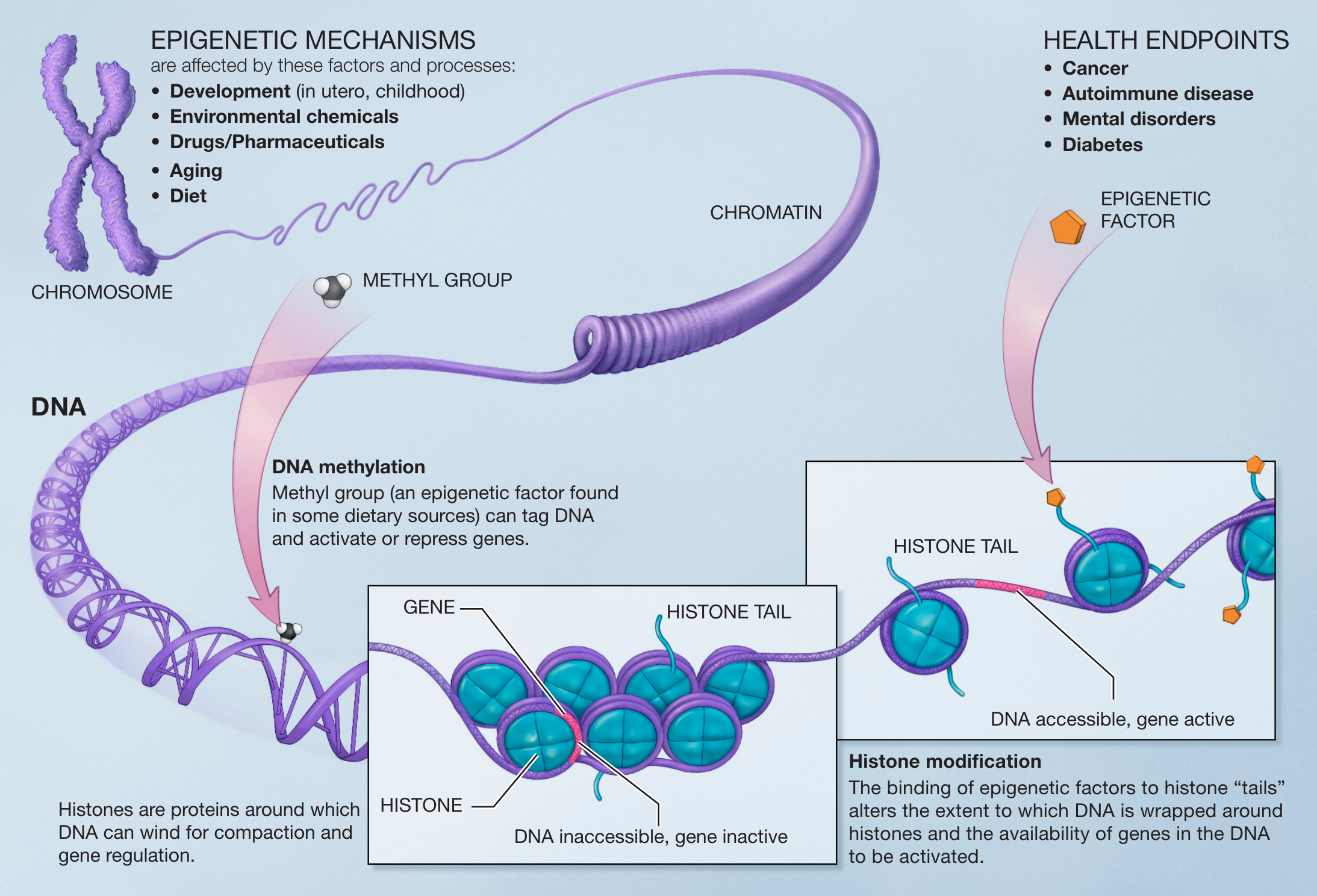
کروموزوم‌ها در طول متیل‌شدن

زیست‌نشانگرهای سالمندی (به انگلیسی: Biomarkers of aging) نشانگرهای زیستی هستند که می‌توانند ظرفیت عملکردی را در سنین بالاتر بهتر از سن تقویمی پیش‌بینی کنند. به روشی دیگر، نشانگرهای زیستی پیری «سن بیولوژیکی» واقعی را نشان می‌دهند که ممکن است با سن تقویمی متفاوت باشد.
هیپومتیلاسیون دی‌ان‌ای می‌تواند پایداری ژنومی را کاهش دهد، سبب فعال‌شدن دوبارهٔ عناصر قابل جابجایی شود و سبب از بین رفتن نقش‌گذاری ژنومی شود که همگی می‌توانند به پیشرفت سرطان و بیماری‌زایی کمک کنند.